# Chasse gardée (film, 1992)
Pour les articles homonymes, voir Chasse gardée.
Pour plus de détails, voir Fiche technique et Distribution.
Chasse gardée est un film français réalisé par Jean-Claude Biette, présenté au Festival de Locarno en août 1992, et sorti en salles en France le 17 novembre 1993.

## Synopsis
Franz, journaliste, s'attache à Anne, l'épouse de son directeur et ami, Pierre. Celui-ci prend conscience de cette relation naissante et rappelle à Anne qu'un pacte secret les unit. Il s'emploie dès lors à harceler Franz.

## Fiche technique
- Titre : Chasse gardée
- Réalisateur : Jean-Claude Biette
- Scénario et dialogues : Jean-Claude Biette
- Photographie : Georges Barsky et Denis Morel
- Son : Rolly Belhassen et Yann Le Mapihan
- Montage : Marie-Catherine Miqueau
- Décors : Laurent Barbat
- Sociétés de production : Les Films du Dauphin - ROC Films - CACEA
- Pays de production :  France
- Genre : comédie dramatique
- Durée : 97 minutes
- Date de sortie :
  - France : août 1992 (Festival de Locarno)
  - France : 17 novembre 1993

## Distribution
- Tonie Marshall : Anne
- Gérard Blain : Pierre
- Rüdiger Vogler : Franz
- Serge Dupire : Alex
- Patachou : Mme Cygne
- Valérie Jeannet : Cathy
- Brigitte Roüan : Constance
- Haydée Caillot : la femme au journal
- Jean-Frédéric Ducasse : un homme au journal
- Pierre Léon
- Thomas Badek : L'homme au journal
- Emmanuel Lemoine : Willy
- Ingrid Bourgoin
- Noel Simsolo